# Uabubo
Uabubo ist ein osttimoresischer Suco im Verwaltungsamt Ossu (Gemeinde Viqueque).

## Geographie

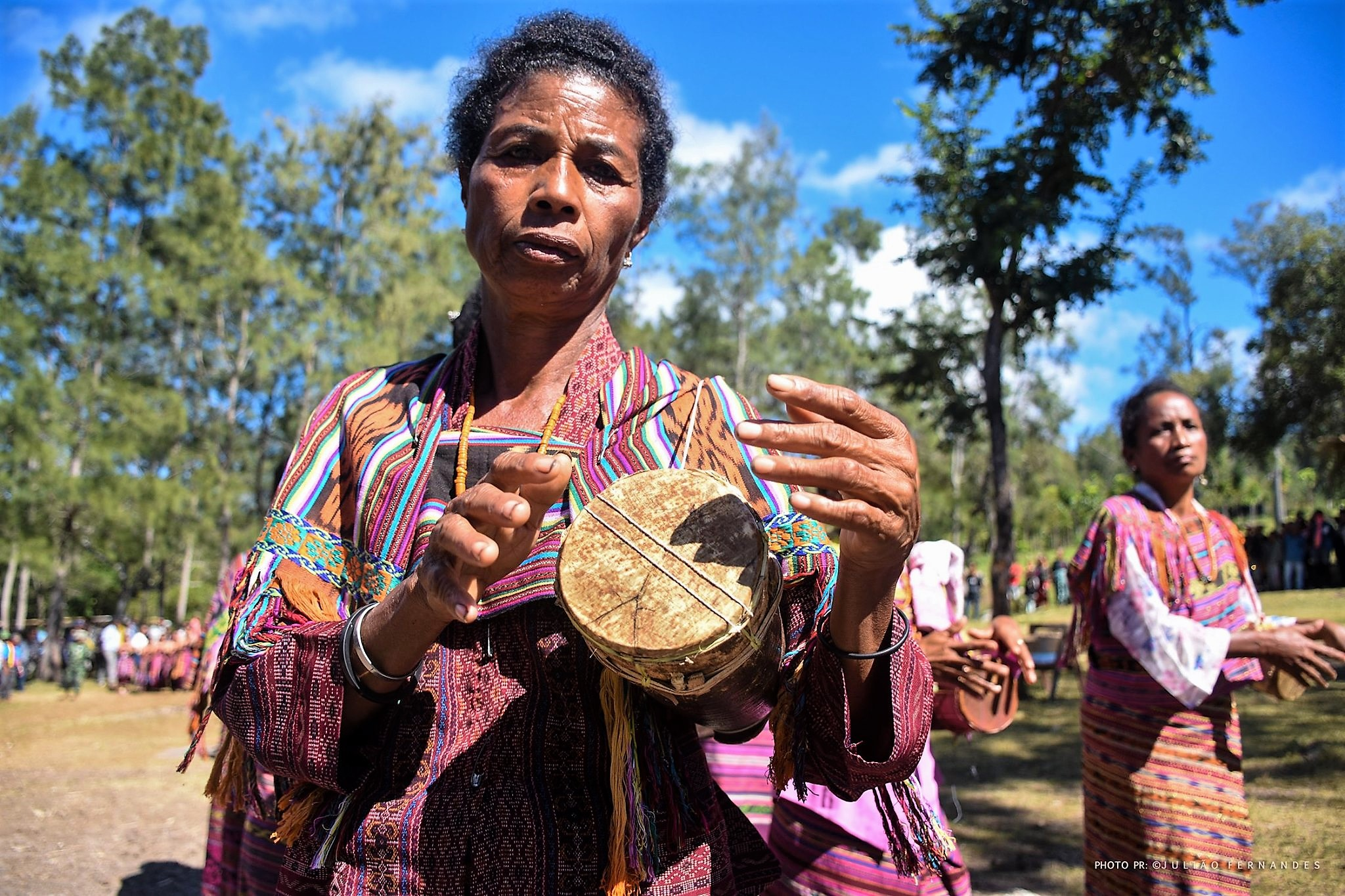
Frau in der lokalen Tracht mit einer Babadok-Trommel

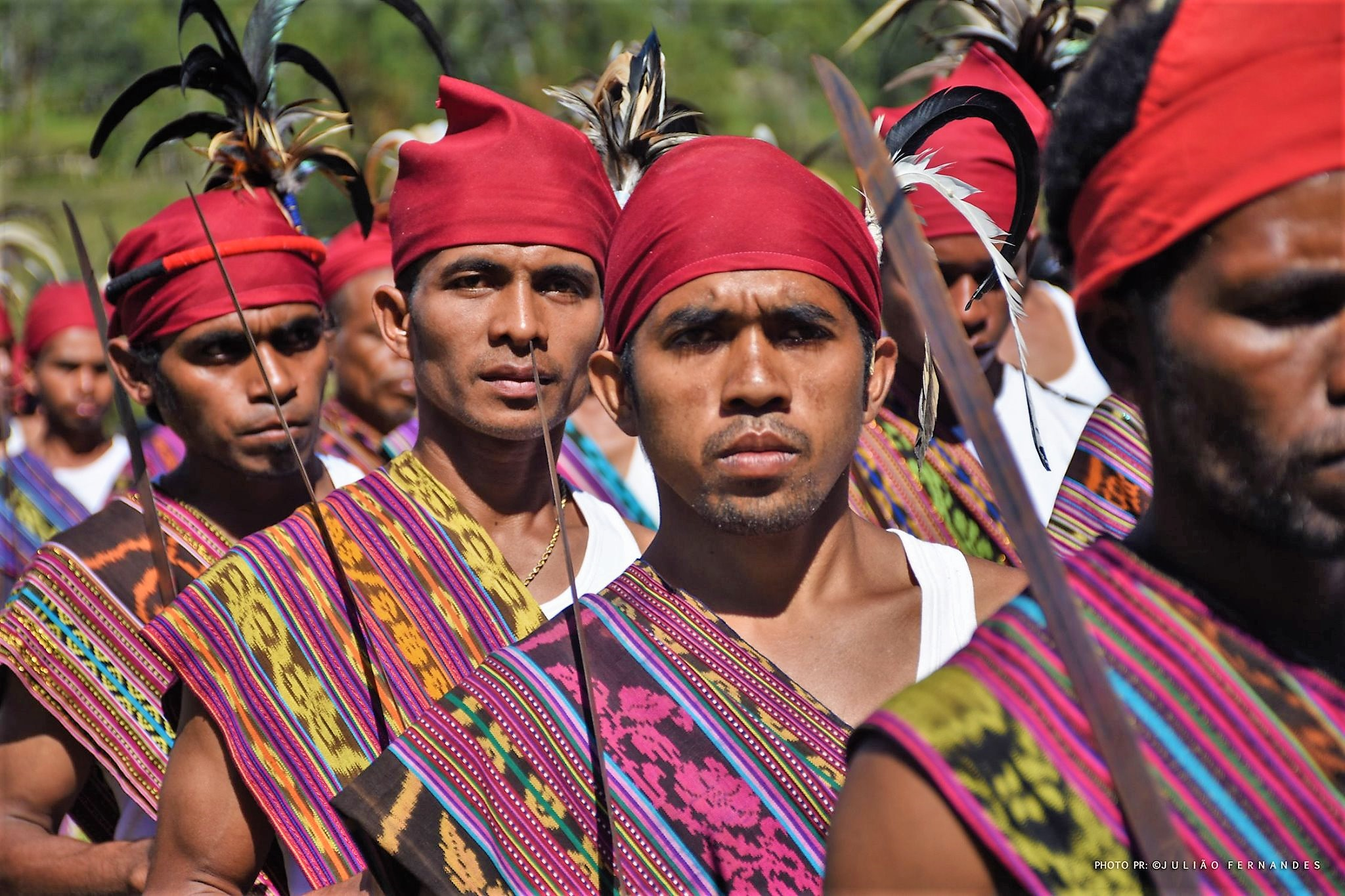
Männer in lokaler Tracht mit Suriks

Uabubo liegt im Norden des Verwaltungsamts Ossu. Vor der Gebietsreform 2015 hatte Uabubo eine Fläche von 25,76 km². Nun sind es 45,39 km². Im Südosten gab Uatubo Gebiete an den Suco Ossorua ab, inklusive den Ortschaften Samaliurai, Darenau und Uaitau. Dafür erhielt Uabubo vom Suco Ossu de Cima fast dessen gesamten Norden, über den Fluss Cuha hinaus, mit dessen Nebenfluss Caimalulo als Südgrenze zu Ossu de Cima im Westen und dem Suco Builale im Westen. Südlich von Uabubo befinden sich die Sucos Uaguia und Ossorua und im Nordosten der Suco Nahareca. Im Norden grenzt Uabubo an das Verwaltungsamt Venilale (Gemeinde Baucau) mit den Sucos Uai Oli und Uatu Haco. Im Osten reicht Uabubo bis an das Verwaltungsamt Uato-Lari mit seinem Suco Afaloicai.
Im Osten von Uabubo entspringen der Aetalabere und zwei weitere Quellflüsse des Seiçals, der nach Norden abfließt. Zwischen den beiden kleineren Quellflüssen liegen mehrere kleine Ortschaften in direkter Nachbarschaft zueinander. Dies sind Samalogo, Buanurac (Boanurac, Buanarak, Buanurak), Daesi und Dalirisi. Das Siedlungszentrum hat eine Grundschule.
Im Suco befinden sich die sechs Aldeias Buanurac, Dauborobaha, Laritame, Leque-Buti, Ossogori und Uai-Lia (Wai-Lia).

## Einwohner
In Uabubo leben 2.707 Einwohner (2022), davon sind 1.339 Männer und 1.363 Frauen. Im Suco gibt es 535 Haushalte. Über 97 % der Einwohner geben Makasae als ihre Muttersprache an. Minderheiten sprechen Tetum Prasa, Tetum Terik oder Sa'ane.

## Geschichte

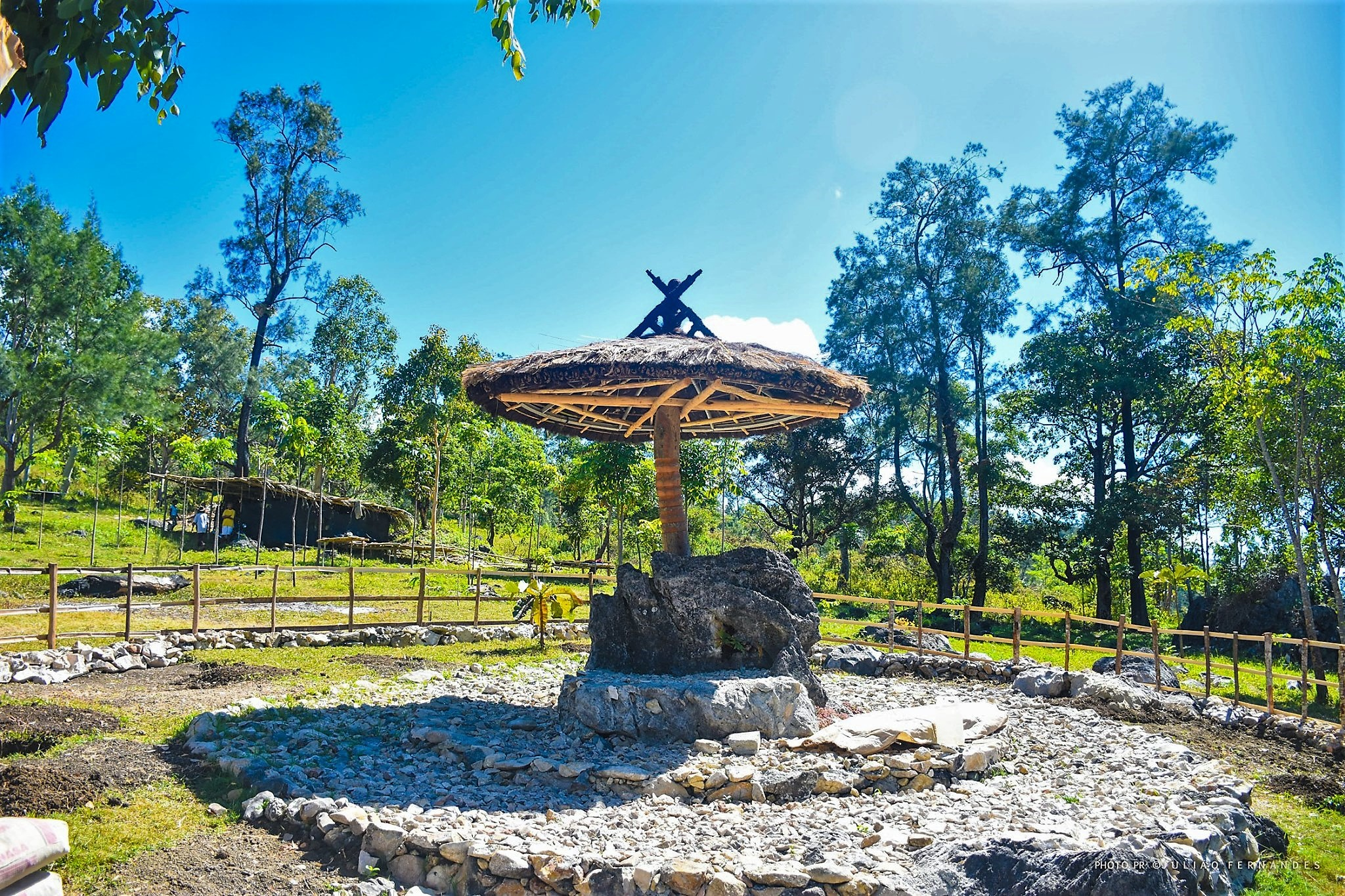
Ritualplatz

Während der Operation Donner 1999 flohen mehrere Einwohner Buanuracs aus Angst vor den pro-indonesischen Milizen aus dem Ort.

## Politik

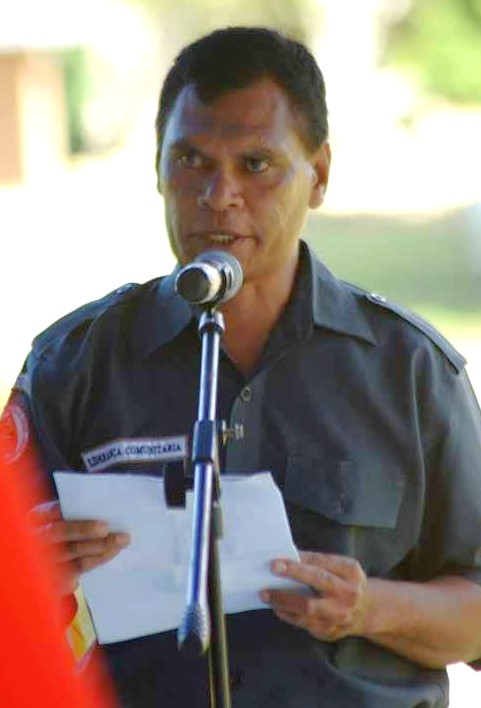
Joanico Maria Alves da Cruz (2016)

Bei den Wahlen von 2004/2005  wurde Joanico Maria Alves da Cruz zum Chefe de Suco gewählt und 2009 und 2016 in seinem Amt bestätigt.